# Boryspilska (métro de Kiev)
Boryspilska (ukrainien : Бориспільська) est une station de la ligne Sirets'ko-Petchers'ka (M3) du métro de Kiev. Elle est située dans le raïon de Darnitsa de la ville de Kiev en Ukraine.
Mise en service en 2005, elle est desservie par les rames de la ligne M3. Le service est arrêté ou perturbé depuis l'invasion de l'Ukraine par la Russie en 2022.

## Situation sur le réseau
Établie en souterrain, la station Boryspilska, est une station de passage de la Ligne Sirets'ko-Petchers'ka (M3) du métro de Kiev. Elle est située entre la station Vyrlytsia, en direction du terminus ouest Syrets, et la station Tchervonyï khoutir, le terminus est.
Elle dispose d'un quai central encadré par les deux voies de la ligne.